# Culture chinoise

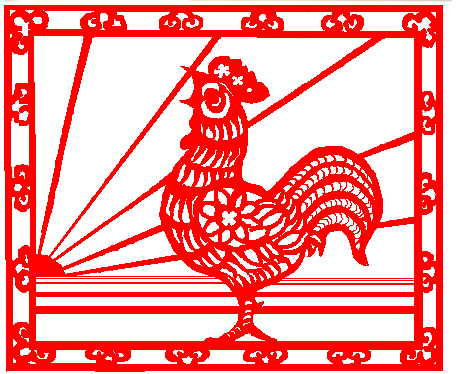
Papier découpé.

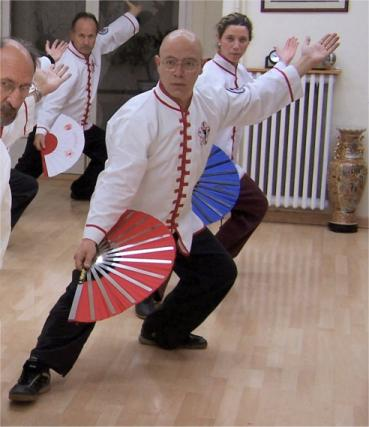
Taiji Fan, discipline d'arme associée au taiji quan.

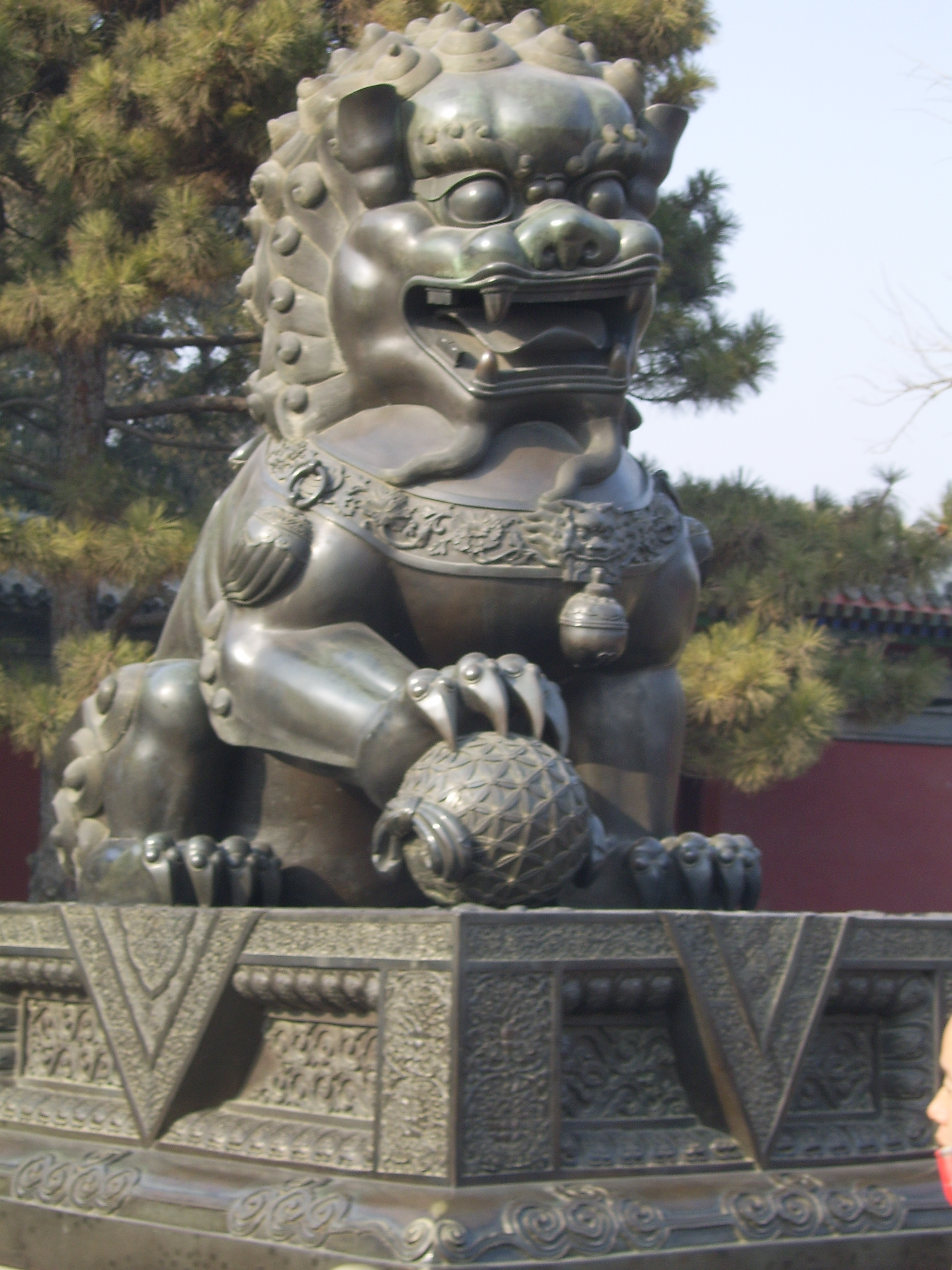
Lion chinois.

La culture chinoise couvre un ensemble immense et complexe de réalisations dans les domaines les plus divers, dont les plus anciennes remontent à 10 000 ans, qui ont vu le jour sur le territoire de la Chine, l'une des plus vieilles entités géopolitiques du monde moderne. On peut en effet considérer l'actuelle république populaire de Chine (à laquelle certains Chinois proposeront de rattacher Taïwan, au moins sur le plan culturel), comme l'héritière directe, à travers les changements de dynasties et de régime politique, de l'empire Qin fondé en -221 par Qin Shi Huang, voire plus largement de la dynastie Shang au IIe millénaire av. J.-C. Cette continuité, qui a permis la diffusion efficace de pratiques, objets et concepts, confère à certains éléments de la culture chinoise un aspect généralisé qui transcende les différences régionales et historiques, malgré plusieurs périodes où de nombreux textes ont été perdus puis redécouverts, comme celle qui suivra l'effondrement de la dynastie des Jin au IVe siècle. On peut citer comme exemples le confucianisme, avec le régime mandarinal et la conception des rapports sociaux et familiaux qu'il a marqués de son empreinte, et le taoïsme, à l'origine de concepts philosophiques ou métaphysiques et de pratiques religieuses généralement adoptées dans le monde chinois. Le prestige de l'empire chinois a contribué à diffuser cette culture commune en Extrême-Orient et en Asie du Sud-Est ; il a également attiré de nombreux étrangers qui ont enrichi la civilisation chinoise. D'autres réalisations culturelles sont au contraire spécifiques à une région ou à une époque. À cet égard, la façon dont les divers domaines de la culture chinoise ont abordé l'influence occidentale et la modernité à partir du XIXe siècle et continuent de réagir à la mondialisation est une question de grand intérêt. Le développement économique de la Chine remet en cause les traditions et les arts populaires, particulièrement dans les régions de l'intérieur. De nombreuses formes de la culture, telles que la broderie ou le théâtre, sont en train de disparaître.

## Langues, peuples, cultures

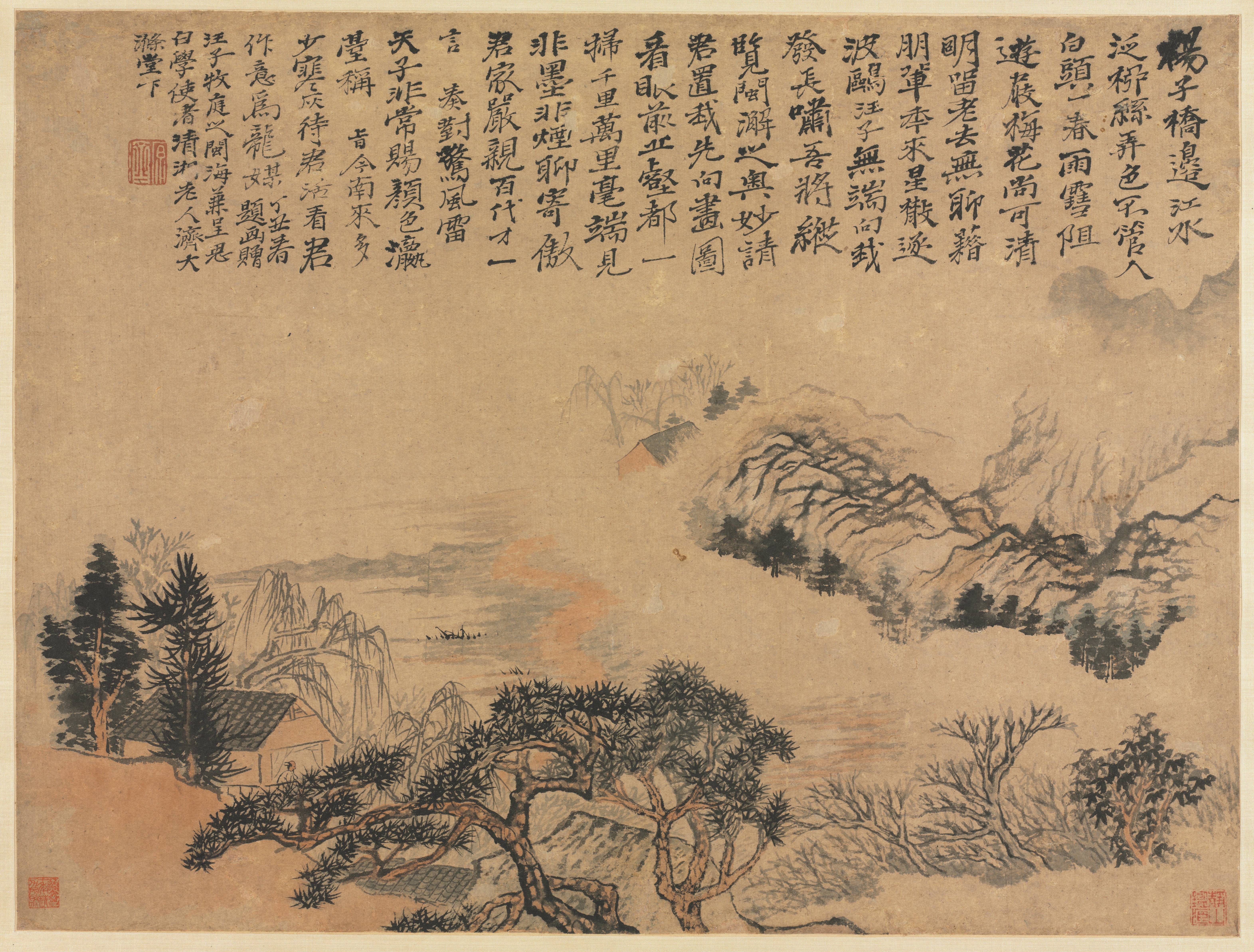
Peinture et calligraphie.

### Langues
Les langues en Chine et plus largement dans les pays sous influence culturelle chinoise appartiennent à la famille des langues chinoises pour les plus parlées (cantonais, mandarin standard, Wu) ainsi qu'aux langues tibéto-birmanes pour le tibétain. Ces langues s'écrivent pour la plupart à l'aide de sinogrammes ou de caractères qui s'en inspirent, même si des alphabets originaux subsistent encore, comme l'alphasyllabaire tibétain qui est inspiré des écritures indiennes. Si une imposante tradition littéraire touchant tous les domaines en est issue, les langues chinoises sont également la source de plusieurs proverbes chinois, qui sont issus tout autant de textes de grands penseurs (Confucius par exemple) que de dictons populaires.

### Peuples
La population de la république populaire de Chine s'organise officiellement en 56 ethnies composant les groupes ethniques de Chine, se distinguant des groupes ethniques non reconnus officiellement en Chine.

## Traditions

### Religion(s) et spiritualité(s)

#### Spiritualités
- Concepts du monde spirituel chinois
- Philosophie chinoise
- Taoïsme, Tao Tö King
- Confucianisme, ren
- Astrologie chinoise
- Feng shui
- Religion traditionnelle chinoise
- Nouvelles religions chinoises

#### Religions introduites
Le manichéisme a une présence historique en Chine, tout comme le bouddhisme, qui se manifeste notamment à travers la tradition Chán (ou Zen). Le christianisme a également une longue histoire en Chine, ainsi que l'islam, qui est pratiqué dans diverses régions du pays. On peut trouver des traces de ces religions à travers des édifices religieux notables, tels que les cathédrales et les mosquées disséminées à travers la Chine. De plus, le bouddhisme tibétain est particulièrement représenté par les nombreux temples et monastères du Tibet. L'histoire des Juifs en Chine témoigne également de la diversité religieuse du pays.

### Symboles
- Emblème de la république populaire de Chine, Drapeau de la Chine, La Marche des Volontaires, hymne national chinois

### Mythologie
- Mythologie chinoise

### Fêtes
- Liste de fêtes des pays d'Asie
- Catégorie:Fête en Chine

## Vie sociale
- Liste de sociologues et d'anthropologues chinois (en)
- Sinocentrisme
- Sinologie
- Sinisation

### Société civile
- Catégorie:Société civile en Chine

### Naissance

#### Noms
- Noms chinois
- Nom officiel chinois
- Système traditionnel et historique des noms chinois
- Titre honorifique chinois

### Mariage
- Catégorie:Mariage dans la culture chinoise

## Arts de la table

### Cuisine(s)
- Cuisine chinoise
- Histoire de la cuisine chinoise
- Catégorie:Cuisine chinoise
- Catégorie:Dessert chinois
- Étiquette de repas chinois (en)

La cuisine chinoise, l'une des plus réputées au monde, est à la fois liée à la société, à la philosophie et à la médecine. 
Elle distingue le cai, légumes cuisinés et par extension tout ce qui accompagne les céréales, le fan. 
Les aliments yin, féminins, humides et mous, donc rafraîchissants, sont les légumes et les fruits. Les aliments yang, masculins, frits, épicés ou à base de viande ont un effet réchauffant. 
Un repas doit donc non seulement harmoniser les goûts, mais également trouver un équilibre entre le froid et le chaud, les couleurs et les consistances.

### Boisson(s)
- Catégorie:Boisson chinoise
- Viticulture en Chine

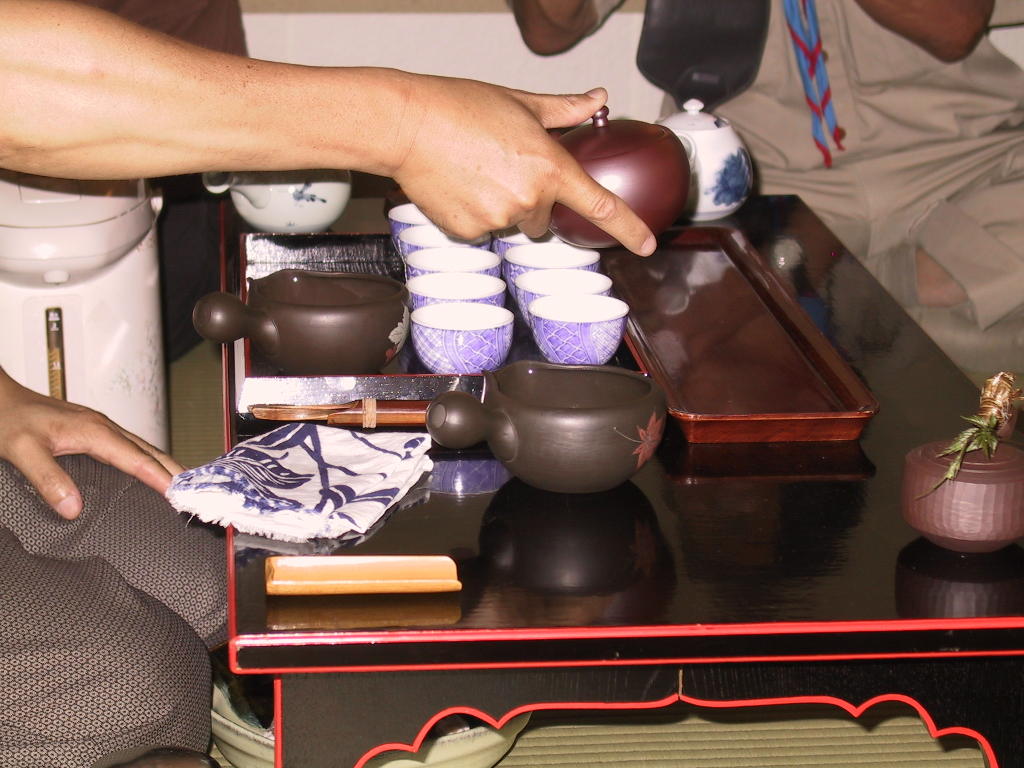
Dégustation de thé

Le thé chinois est bien plus qu'une simple boisson d'agrément. Il représente en Chine une véritable institution sociale et culinaire. On retrouve cette institution chez certains pays voisins de la Chine, dont le Japon et la Corée.
L'usage du thé (gong fu cha) ne relève pas de l'art à proprement parler.

## Santé

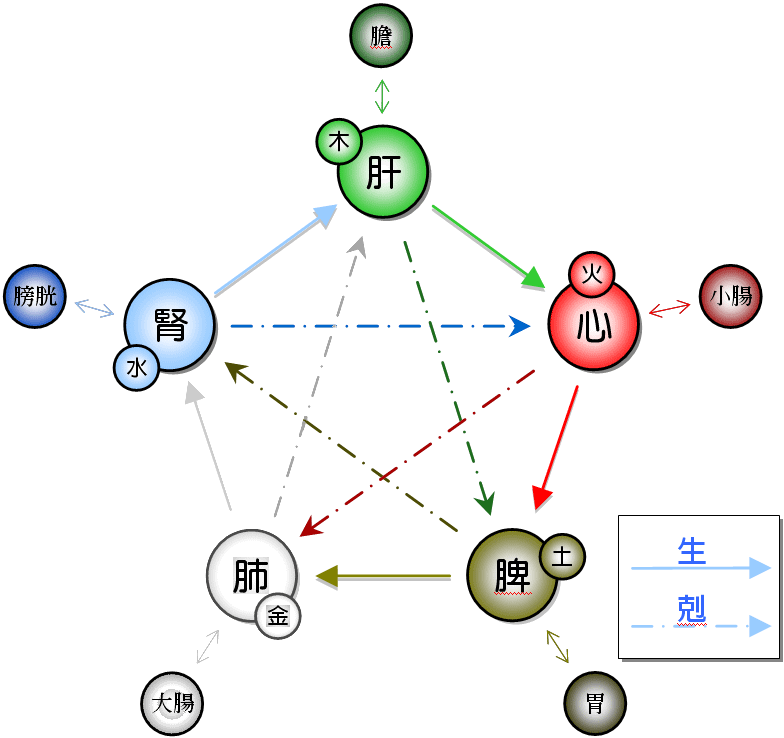
Cinq éléments de médecine chinoise (五行生剋)

- Santé, Santé publique, Santé communautaire, Protection sociale
- Catégorie:Santé en Chine
- Médecine chinoise

La médecine traditionnelle chinoise constitue un des aspects les plus étranges de la civilisation chinoise. Les approches différentes sur le traitement des pathologies (diagnostic à partir du pouls, du teint du visage) comprennent notamment une participation active du patient, qui est appelé à changer son alimentation si besoin.
Les décoctions de médecine traditionnelle, prescrites à la fin d'une consultation, sont destinées à « rééquilibrer les principes vitaux », contrebalancer les mouvements de chaud et de froid, à l'instar des médecines présocratiques en Occident.
Un autre mode d'intervention du médecin chinois est l'acupuncture : suivant les méridiens ou lignes de flux vital parcourant le corps, des aiguilles sont plantées à travers la peau pour rétablir une circulation optimale du souffle vital ou qi. En Chine, elle est souvent combinée avec l'utilisation des médicaments traditionnels.
Les Chinois se soignent également des douleurs musculaires à l'aide de la Gua Sha, technique qui consiste à « sortir » les toxines en raclant la peau, notamment sur le dos.
On peut considérer la médecine chinoise traditionnelle comme essentiellement indirecte dans ses moyens et préventive dans ses fins. Les Chinois tendent à être constamment attentifs à leur état, à l'affut de signes de déséquilibre qu'ils chercheront à corriger par l'alimentation ou l'usage de remèdes traditionnels ou « alternatifs ». Cela explique l'énorme demande en produits naturels ou diététiques, visible particulièrement dans le domaine des produits censés améliorer les performances sexuelles, qui ne constituent en fait que la partie visible de l'iceberg. Des lotions, onguents, potions et remèdes divers sont souvent ramenés comme souvenirs de voyage par les Chinois.

### Activités physiques
- Pieds bandés

### Sports
- Sport en Chine
- Catégorie:Sport en Chine
- Catégorie:Sportif chinois
- Chine aux Jeux olympiques
- Chine aux Jeux paralympiques, Jeux paralympiques,
- Jeux du Commonwealth

#### Arts martiaux
Les arts martiaux chinois, popularisés sous le nom de kung-fu ou boxes chinoises, également désignés par le terme mandarin wushu ou guoshu, sont constitués des centaines de styles différents de combat à main nue ou armé, qui ont été développés en Chine au fil des siècles. Leur origine est attribuée à des nécessités d'auto-défense, des activités de chasse et à la formation militaire dans l'ancienne Chine. Ces arts martiaux intégrèrent à leur pratique différentes philosophies et concepts, élargissant ses objectifs de seule auto-défense vers des objectifs d’entretien physique et finalement comme méthode d’éducation personnelle. 
À partir du XXe siècle, ces arts martiaux sont influencés par une approche sportive et compétitive, menant à la création d'un sport de compétition moderne : le wushu 武术.
De nombreuses références aux concepts et pratiques des arts martiaux chinois peuvent être trouvés dans la culture populaire. Historiquement, l’influence de ces arts se retrouve dans la littérature dès les IIe et IIIe siècles av. J.-C. (wuxia) et les performances artistique (l'opéra chinois 京剧 par exemple) de toute l’Asie. Plus récemment, cette influence s’est étendue aux films, dont les films de kung-fu, touchant ainsi un public beaucoup plus large et se propageant au-delà de l'Asie et de ses racines ethniques.

## Artisanats
- Artisanat d'art

### Science, technologie, industrie
Les Chinois se disent souvent fiers de quatre grandes inventions : la boussole, la poudre à canon, le papier et l’imprimerie. La Technologie sous la dynastie Song est particulièrement impressionnante: Shen Kuo reconnaît le premier la déclinaison magnétique terrestre du vrai Nord grâce à une boussole. Il théorise que le climat change graduellement au cours du temps. Il crée une théorie de formation des terres comprenant des concepts acceptés par la géomorphologie moderne. Il effectue des expérimentations en chambre noire quelques années après les premières d'Ibn al-Haytham.
La poudre à canon est synthétisée pour la première fois et utilisée à de nombreuses reprises pour assurer la survie de la dynastie. Les roues différentielles sont utilisées pour la première fois dans les Chariots pointant le sud. Su publie également un atlas céleste de cinq cartes du ciel. Ces cartes du ciel présentent une projection similaire à la projection de Mercator, l'innovation cartographique révélée par Gérard Mercator en 1569.
Ils utilisent des bateaux à roues à aubes sur lesquels des trébuchets envoient des bombes remplies de poudre à canon.
Les mathématiques en Chine se remarquent d'abord par la numération chinoise et la technique de la multiplication en Chine antique. Des textes traitant d'innovations ayant précédé de plusieurs siècles leur découverte par les Européens, comme celle du Triangle de Pascal, ont également été retrouvés.

### Textiles, cuir, papier
Le papier, autre invention chinoise, a servi à imprimer toute une littérature en chinois par la gravure sur bois, ce qui permettait dans ces livres d'accompagner le texte par l’image. Le livre était très populaire, en particulier au XVIIIe siècle lorsqu'est né le théâtre-opéra chinois.
La Chine est aussi connue par
- la soie (丝绸),
- la Laque,
- la Broderie chinoise.

- Costume traditionnel en Chine
- Vêtement chinois (catégorie) (en)

### Bois, métaux
- Mobilier chinois
- Catégorie:Bronze de Chine

### Poterie, céramique, faïence

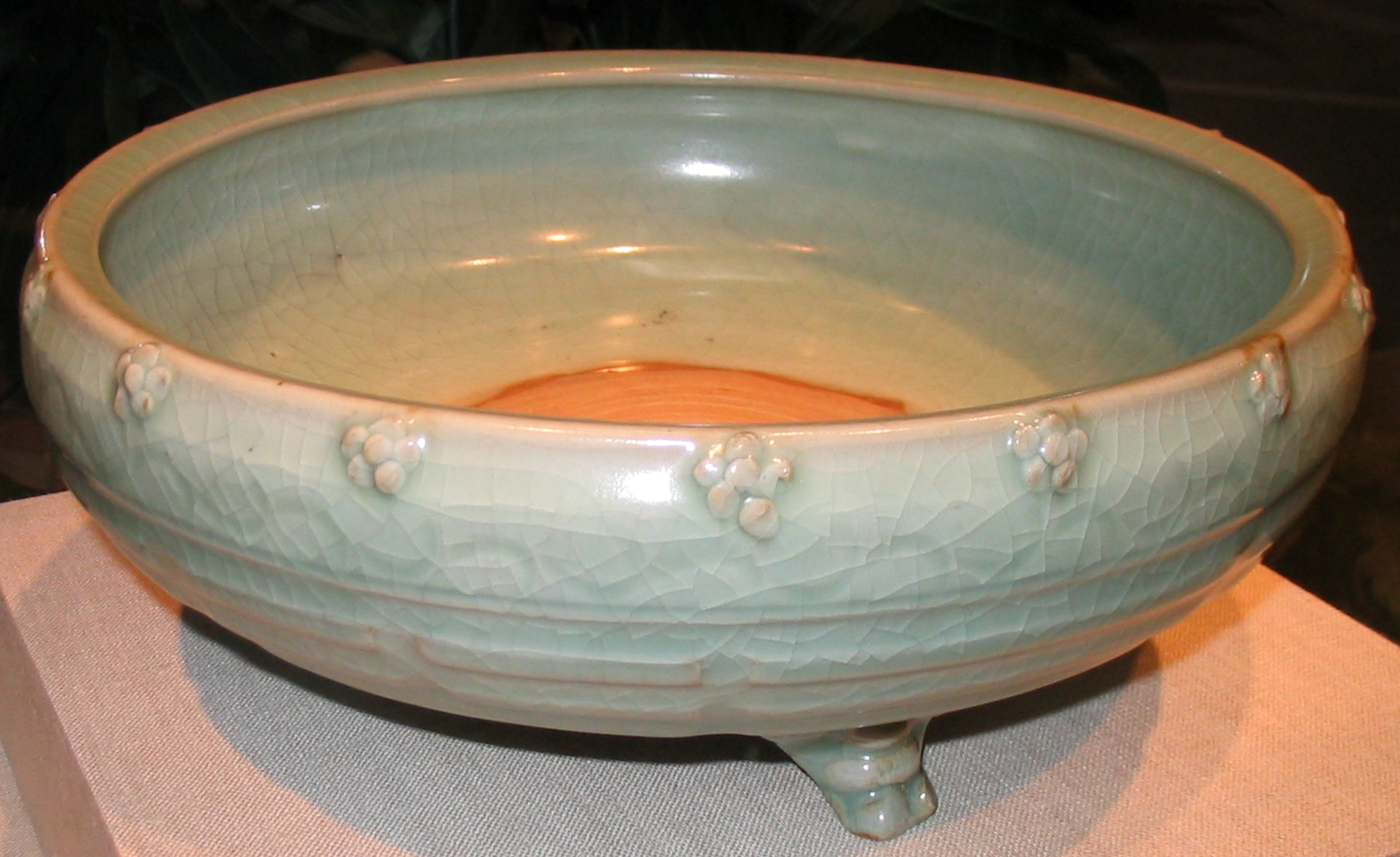
Céladon Ming

La céramique chinoise, l'une des plus anciennes du monde, a en effet découvert le secret de la porcelaine véritable il y a près de 2 000 ans, sous la dynastie des Han de l'est, pour aboutir aux porcelaines « coquilles d'œuf », minces, dures et finement décorées, que l'Europe n'a réussi à imiter que vers le milieu du XVIIIe siècle.
Les céramiques peintes, les briques estampées et les peintures antiques conservées témoignent de la concision graphique typique des artistes chinois. Les artisans peintres utilisaient abondamment les couleurs et traitaient tous les sujets décoratifs et religieux dans un style graphique précis. À partir de la dynastie Han une forme nouvelle d'art fut pratiquée par l'élite lettrée (dont les fonctionnaires) : pour eux peinture et calligraphie, à l'encre de Chine, devinrent des arts comparables. Les peintres lettrés du Xe au XIXe siècle se sont attachés à faire sentir le rapport intime de l'homme à la nature et au temps, dans des lavis d’encre noire sur soie ou sur papier. Ce genre de peinture a fait l'objet d'une abondante littérature théorique et critique en Chine, dès les premiers temps, par les lettrés eux-mêmes.
L'artisanat chinois a donné au monde la porcelaine.

### Joaillerie, bijouterie, orfèvrerie
Le jade (玉) chinois est aussi très connu.

## Influence exercée par la culture chinoise

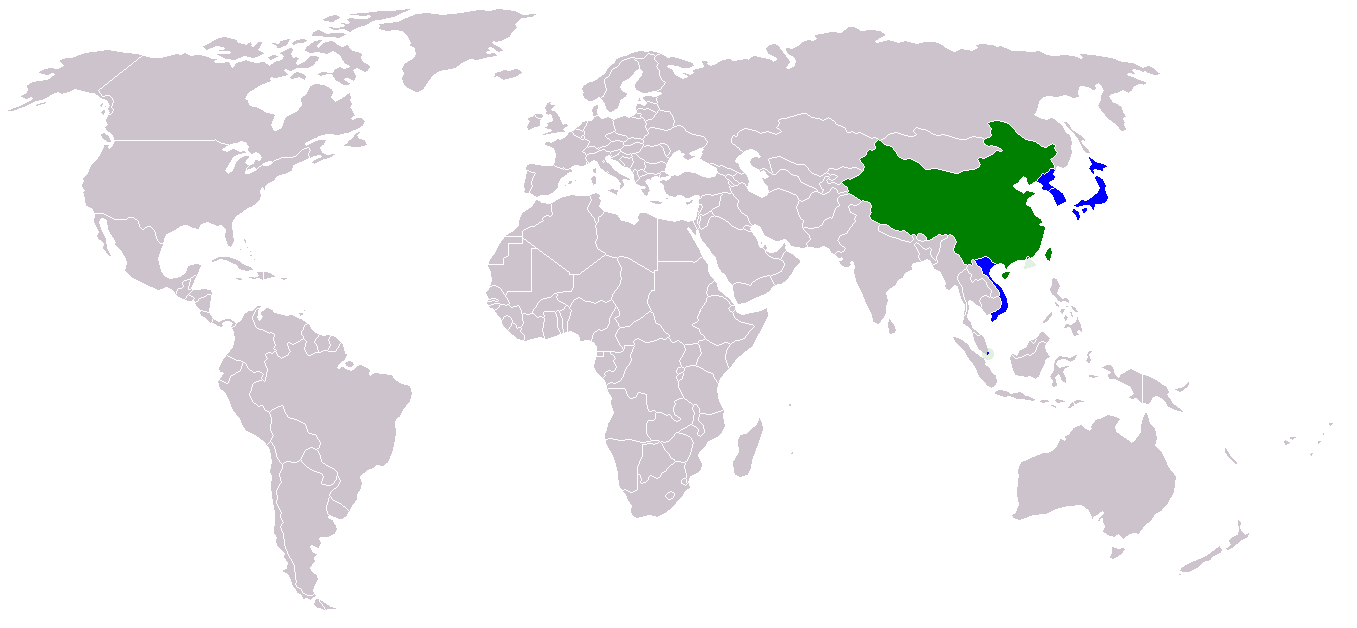
Aire fortement influencée par la culture chinoise (Japon, Corée, Vietnam, Mongolie)

L'influence de la culture chinoise sur ses voisins a été immense :

### Sur le Japon
Le Japon a été probablement fondé par un mélange des populations d'origine coréennes et chinoises durant l'Antiquité, mais il s'est assez vite détaché de la culture chinoise pour inventer sa propre culture matérielle et développer sa propre mythologie. Lorsque le Japon a redécouvert la Chine au début du Moyen Âge, celle-ci vivait l'une de ses périodes les plus brillantes, avec la dynastie Tang, où l'éclat artistique allait de pair avec l'innovation technologique, l'expansion territoriale et l'ouverture sur le monde, au travers de la route de la soie. Le Japon s'est alors mis à l'école de la Chine, pendant deux cents ans, en apprenant l'écriture (malgré son inadaptation à la langue japonaise), la peinture, la musique, la porcelaine, le calendrier lunaire, etc.. La principale des multiples Écritures du japonais, le kanji est ainsi réalisée à l'aide de sinogrammes même si les sens et les structures syntaxiques diffèrent fortement entre les deux systèmes linguistiques.

### Sur la Corée
Sur le plan philosophique et religieux, la Corée a reçu de la Chine l'influence du taoïsme et du confucianisme. C'est aussi au travers de la Chine que le bouddhisme est arrivé en Corée. La Corée a appris de la Chine l'art de la porcelaine et du céladon, le yin et le yang, la géomancie. La peinture coréenne a été influencée par l'art bouddhiste venu de Chine. La péninsule a également fait partie de façon épisodique de la Chine, notamment sous la Dynastie Yuan, ce qui a encore favorisé l'acculturation. 

### Sur le Viêt Nam
Le Viêt Nam a appris en particulier de la Chine sa culture religieuse et confucianiste. Le nord du Viêt Nam, en particulier, envahi par la Chine de 111 av. J.-C. jusqu'aux alentours de 1200 apr. J.-C., a adopté l'ensemble de la culture chinoise, tout en parvenant à préserver une certaine identité. Dans le sud du Viêt Nam en revanche, si l'influence de la Chine s'est fait sentir, il existait également une influence de la culture indienne qui s'exerçait sur les Khmers au Cambodge.

### Sur le Tibet
Le Tibet, comme le Viêt Nam et pour des raisons analogues, a subi une influence de la Chine, mais plus encore de l'Inde (écriture alphabétique proche du devanagari, religion bouddhiste.). Le bouddhisme est d'ailleurs entré en Chine par la voie tibétaine, et aux débuts du bouddhisme chinois de nombreux textes sacrés indiens transitaient par le Tibet pour être traduits en Chine et ainsi satisfaire l'appétit des fidèles nouvellement convertis. Un des grands Classiques de la littérature chinoise est d'ailleurs La Pérégrination vers l'Ouest, écrite par Wu Cheng'en, qui relate les péripéties d'un moine chinois nommé Zhou Xuanwang en route vers les sources du bouddhisme pour en rapporter des textes sacrés.

## Littératures
- Littérature chinoise, Classiques chinois
- Écrivains chinois, Liste d'écrivains chinois
- Liste d'œuvres littéraires chinoises
- Littérature de l'ethnie zhuang : Histoire générale de la Zhuang
- Tibet : Liste d'écrivains tibétains (en)
- hmong, Mai Neng Moua

- Manhua, bande dessinée chinoise

La littérature chinoise a une place à part dans l'histoire de l'humanité, étant donné le culte réservé à la chose écrite en Chine et le caractère unique des caractères chinois, qui tirent leur origine de rites divinatoires et se différencient radicalement des systèmes phonétiques utilisés dans la majorité des autres langues.
Les ouvrages à caractère philosophique ont une large place dans la littérature chinoise, tout particulièrement pendant la dynastie Zhou, avec les « classiques » confucéens ou les classiques taoïstes ; puis c'est la poésie qui prend un rôle de plus en plus important, avec un point culminant pendant la dynastie Tang.
Puis la prose se développe, avec des œuvres aussi connues que Le Voyage en Occident, au XVIe siècle, ou encore le roman familial Hong Lou Meng 紅樓夢 que l’on peut traduire par : Le Rêve dans le pavillon rouge, au XVIIIe siècle.
Puis la littérature chinoise subit un choc d'ampleur jusque-là inconnue dans son histoire à la suite de la chute de la dynastie Qing et la fin de la culture classique lettrée, revendiquée avec véhémence lors du mouvement du 4 Mai 1919.
La littérature scientifique qui traite de l'art chinois ne traite pas, ou très peu, la musique, le mobilier, la littérature, la poésie et le théâtre chinois, les cinémas chinois, hongkongais et taïwanais ainsi que la bande dessinée, mais aborde l'architecture et le jardin chinois.

### Littérature contemporaine
La poésie chinoise contemporaine, datant d'après la dynastie Qing, est marquée par les mutations historiques du vingtième siècle en Chine.

## Média
- Média en république populaire de Chine, Média en république populaire de Chine (rubriques)
- Administration générale de la presse, de l'édition, de la radiodiffusion, du cinéma et de la télévision
- Télécommunications en Chine
- Censure en république populaire de Chine
- Journalistes chinois

### Presse
- Presse écrite en Chine, Presse écrite en Chine (rubriques)
- Liste de journaux en république populaire de Chine

### Radio
- Radio en Chine, Radio en Chine (rubriques)
- List of Chinese-language radio stations (en)

### Télévision
- Télévision en Chine, Télévision en Chine (rubriques)
- Télévision centrale de Chine
- Grande Muraille (télévision)
- Liste d'émissions chinoises

### Internet (.cn)
- Internet en république populaire de Chine, Internet en république populaire de Chine (rubriques)
- Censure d'Internet en république populaire de Chine
- Grand canon (Chine), Grand Firewall de Chine, GhostNet, Hacking rouge
- Sites web chinois
- Blogueurs chinois
- Personnalités chinoises d'Internet

## Arts visuels

### Arts chinois

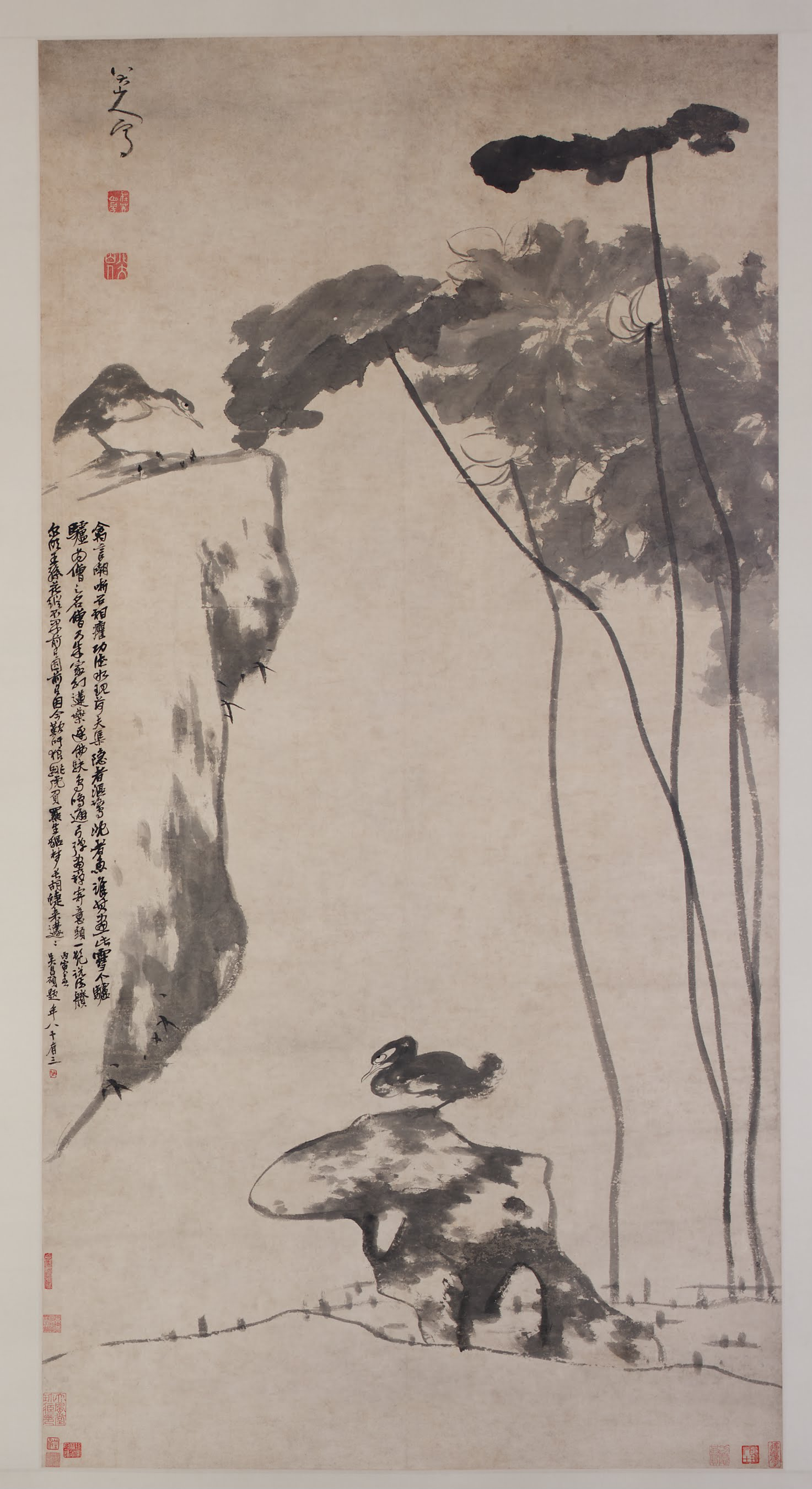
Zhu Da, Lotus et canards, vers 1696, rouleau vertical, encre sur papier, 95,8 × 185 cm, Freer Gallery of Art. Washington

L’art chinois recouvre l'ensemble des arts de culture chinoise dans le monde chinois et la diaspora. La conception occidentale de l'art est utilisée en Chine à l'époque moderne, dans son sens le plus large, pour aborder toutes les formes d'art pratiquées en Chine tout au long de son histoire.
L'histoire de l'art chinois, dans le déroulement chronologique, analyse les transformations de l'art, jusqu'aux pratiques actuelles. Ainsi, la préhistoire et l'antiquité montrent déjà des traits spécifiques à la Chine : des terres immensément riches en lœss qui permettent une céramique chinoise inventive à usage quotidien et funéraire. La Chine, disposant de nombreux gisements de métaux entrant dans la composition de l'alliage du bronze, a produit de grandes quantités de bronzes, signes de pouvoir, et ils ont fait l'objet d'une recherche artistique et techniques d'une grande sophistication. Les plus anciens textes chinois font allusion à la musique rituelle, où l’usage d’instruments en bronze était encore important à l’époque de Confucius (551-479 avant notre ère). Les céramistes chinois se sont distingués par leurs céladons et leurs porcelaines (invention chinoise), en usage à la cour et rapidement commercialisés. Les pratiques funéraires de l'élite Han (206 avant notre ère -220) ont aussi permis de conserver des laques et quelques peintures sur soie contemporaines des premiers grands recueils de poésie chinoise. La calligraphie chinoise est devenue l'art le plus noble pour les lettrés. De nombreuses stèles chinoises gravées et quelques textes soigneusement recopiés avec sensibilité en ont conservé le souvenir et ont servi de modèles pendant des millénaires.

### Art contemporain chinois
- Art contemporain chinois
- Création chinoise contemporaine
- Artistes contemporains chinois

L’art contemporain chinois (surtout après 1990) dans l’ère « postmoderne » a réagi rapidement aux productions artistiques de niveau international. Cela se manifeste par la multiplication des lieux et des moyens de diffusion de l’art en Chine et hors de Chine.

### Dessin
La gravure s'est considérablement développée au XIXe siècle au contact des techniques occidentales. Au XXe siècle la gravure sur bois occidentale moderne, la peinture à l’huile et le cinéma tout comme le réalisme (en république populaire de Chine) ont été utilisés par des artistes dans la voie du modernisme, alors qu'en Occident la gravure sur bois ne marqua qu'un bref épisode du modernisme, que l'on expérimenta des procédés multiples où la peinture à l'huile n'était plus le signe de la modernité, et le Réalisme ne caractérisa guère la modernité. Réfugiés en Occident, ou après la révolution culturelle (1966-1976), les artistes ont pu réinvestir leur culture ou expérimenter des pratiques nouvelles. 
La bande dessinée chinoise (manhua, Lianhuanhua), trouve un public jeune et enthousiaste et le cinéma chinois, hongkongais et taïwanais est diffusé à l’échelle mondiale.
- Graveurs chinois
- Auteurs chinois de bande dessinée
- Dessinateurs chinois de bande dessinée

### Peinture
- Peintres chinois
- Illustrateurs chinois
- Tableaux de peintres chinois

### Sculpture
- Sculpteurs chinois
  - Hua Tianyou (en) (1901-1986)
  - Huang Ching-cheng (en) (1912-1943)

### Architecture
- Architectes chinois
- Jardin chinois
- Architecture chinoise

- Urban planning in China
- Ancient Chinese urban planning
- Chinese city wall
- Tulou, Siheyuan, Haw Par Villa

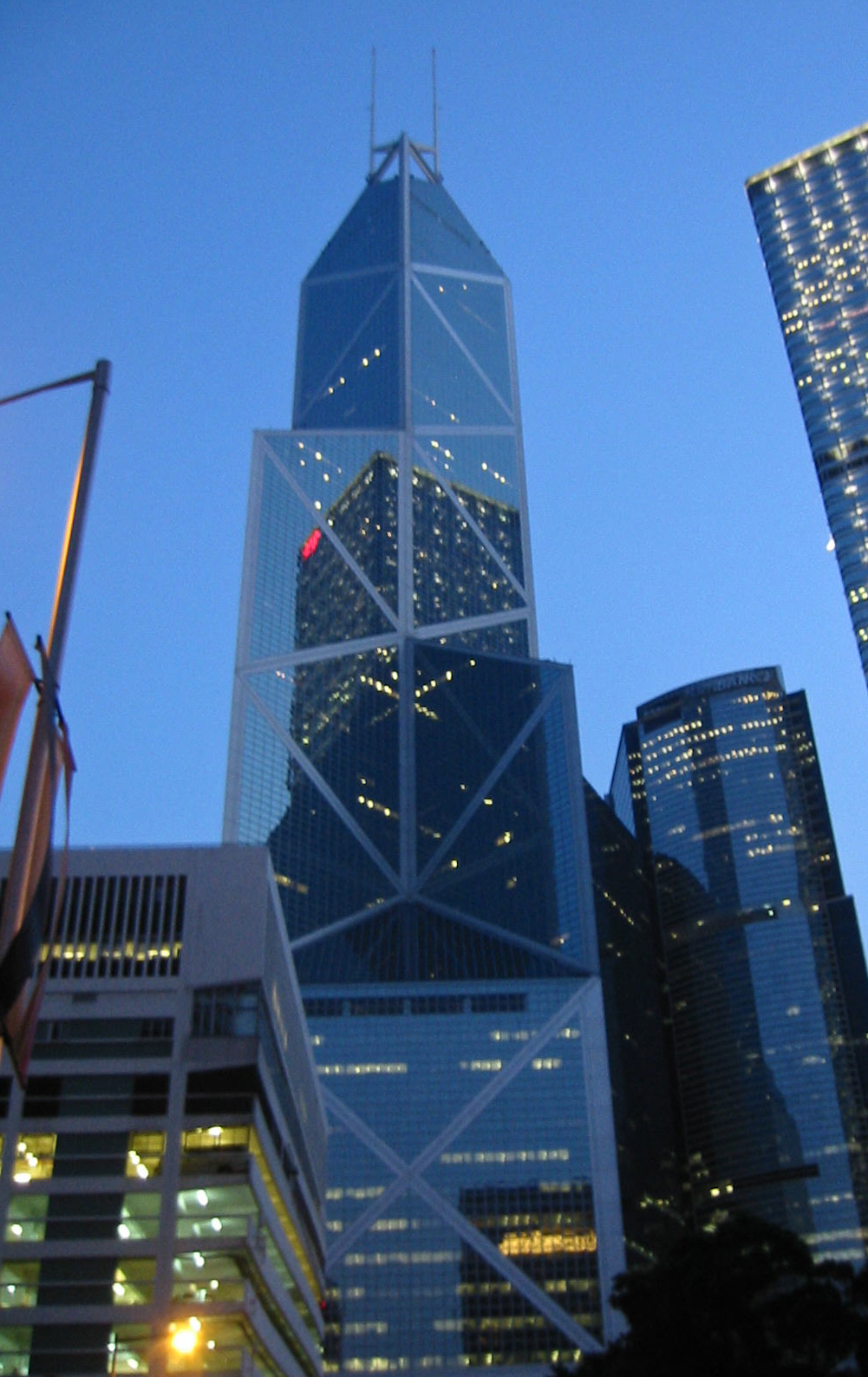
Banque de Chine à Hong Kong

L’architecture chinoise, dont certains exemples datent de plus de 2 000 ans, est un aspect capital de la culture chinoise. Il y a des caractéristiques communes à l’architecture chinoise, indépendamment de la région ou de la destination spécifique.
Le plus important est l’emphase donnée à la dimension horizontale. En opposition à l’architecture occidentale qui tend à privilégier la hauteur et la profondeur, l’architecture chinoise souligne la largeur des bâtiments. Les galeries et les pavillons dans la Cité interdite, par exemple, ont des plafonds plutôt bas comparé aux résidences princières occidentales, mais leur apparence suggère la nature vaste de la Chine impériale. Ceci naturellement ne s’applique pas aux pagodes, qui de toute façon sont relativement rares.

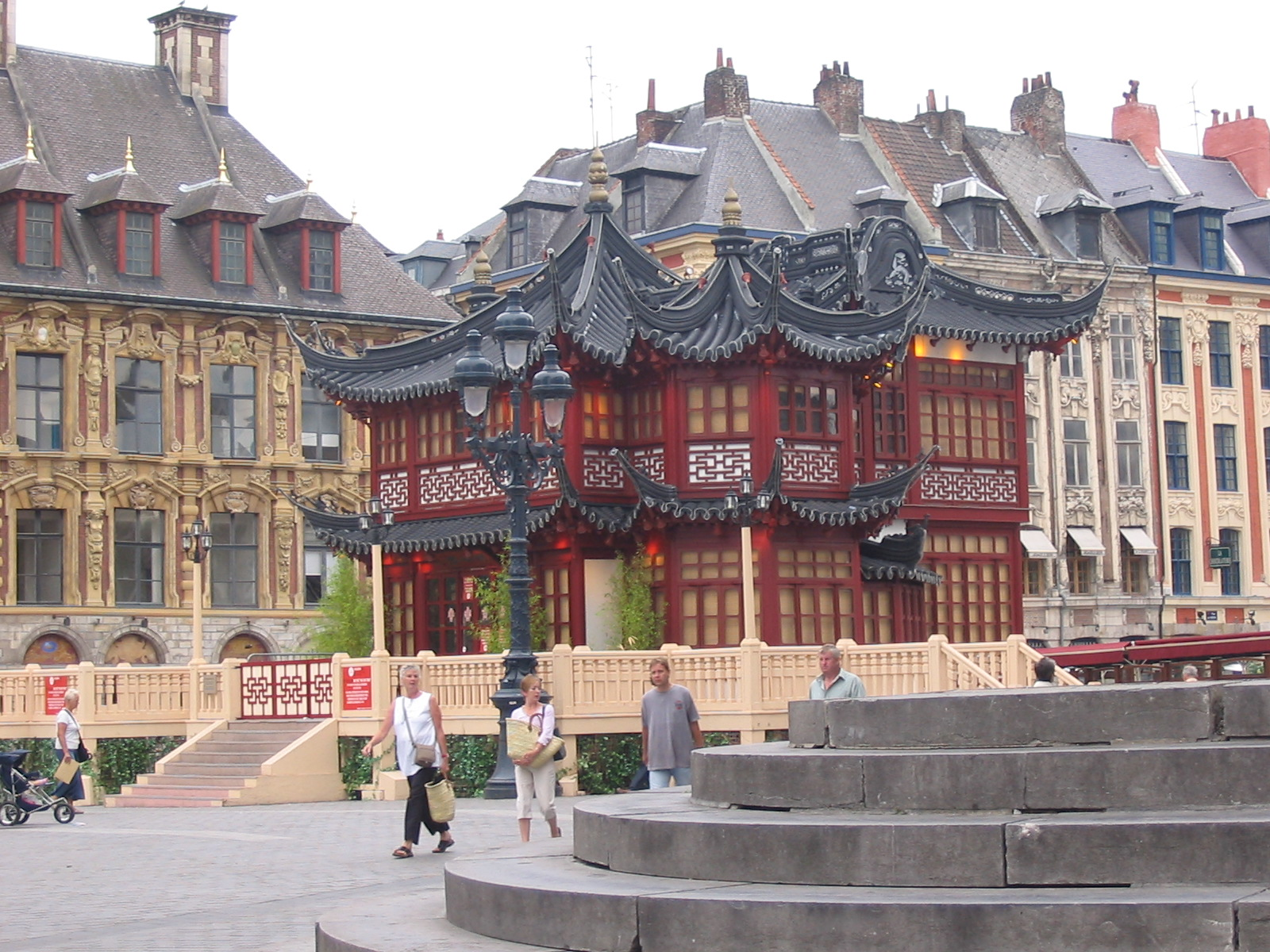
Pavillon chinois (Lille 2004)

L'unité de l'architecture traditionnelle en Chine est basée sur le pavillon (chinois : 堂 ; pinyin : táng), qui est la structure architecturale de base, que l'on retrouve aussi bien dans les ensembles religieux que dans la Cité Interdite. Ces pavillons, d'un seul niveau et construits sur une plate-forme de terre-battue, formés d'une charpente de bois et de quatre murs non porteurs, sont organisés autour de cours, pour former un ensemble où l'on progresse du sud au nord.
Les pavillons à étages (chinois : 阁 ; pinyin : gé) et les bâtiments à étages (chinois : 楼 ; pinyin : lóu) existent aussi, mais auront des fonctions plus spécifiques, telles que l'entreposage d'objets précieux (bibliothèques), ou l'accueil de très grandes statues, dont le Puning Si de Chengde est un bon exemple. 
Une autre caractéristique importante est l’accent mis sur la symétrie, qui dénote un sentiment de grandeur qui s’applique à tout, des palais aux fermes. Les jardins en forment une exception notable, car ils sont aussi asymétriques que possible. Comme dans les peintures chinoises, le principe sous-tendant la composition du jardin est de créer un flux permanent, pour laisser l’observateur déambuler et aimer le jardin sans contrainte, comme dans la nature elle-même.

### Photographie
- Photographes chinois

- Festival international de photographie de Lianzhou[5], depuis 2008, fondatrice et directrice : Duan Yuting
- Musée de la Photographie de Chengdu (2013)[6]
- Lianzhou Museum of Photography, musée de photographie contemporaine, inauguré le 2 décembre 2017, Duan Yuting et François Cheval, architectes : Jianxiang He et Ying Jiang[7]

## Arts du spectacle

### Musique
- Musique chinoise
- Musiques chinoises
- Instruments de musique de Chine
- Musiciens chinois
- Musiciennes chinoises
- Chanteurs chinois

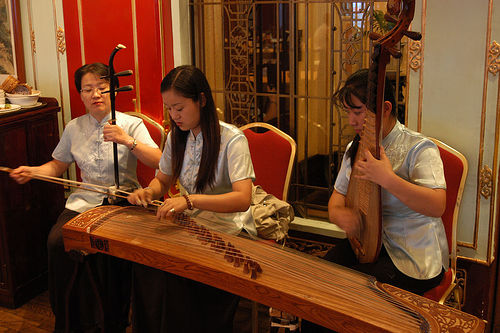
Orchestre chinois

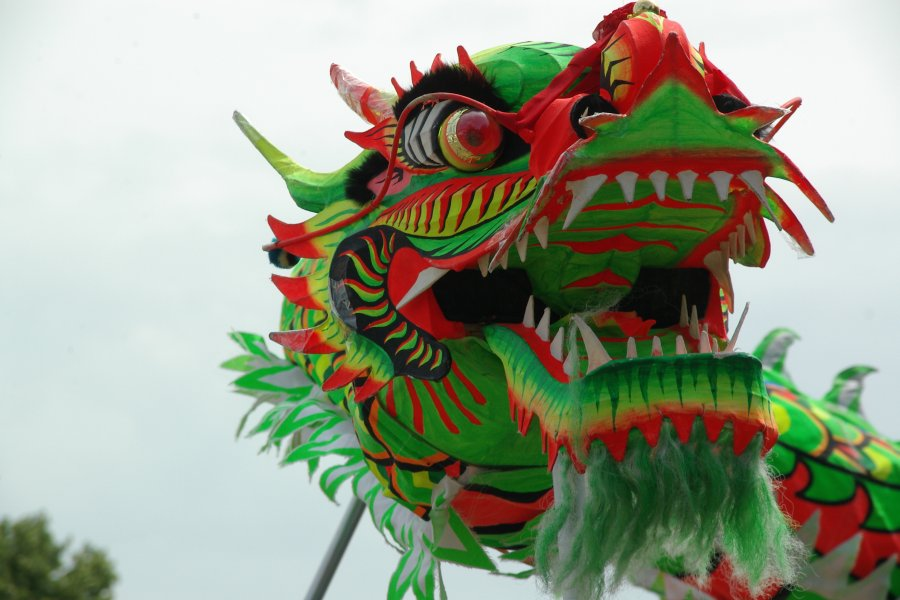
Tête de dragon pendant une danse du dragon.

La musique chinoise est fort ancienne et fort variée. Elle s'est développée indépendamment des autres musiques asiatiques, généralement modales (maqâm turco-arabe, dastgâh persan ou râga indien) du fait de l'enfermement de l'Empire du milieu,

### Danse
- Danse en Chine
- Liste de danses
- Danseurs chinois
- Chorégraphes chinois
- Académie de danse de Pékin
- Histoire de la danse chinoise

### Théâtre

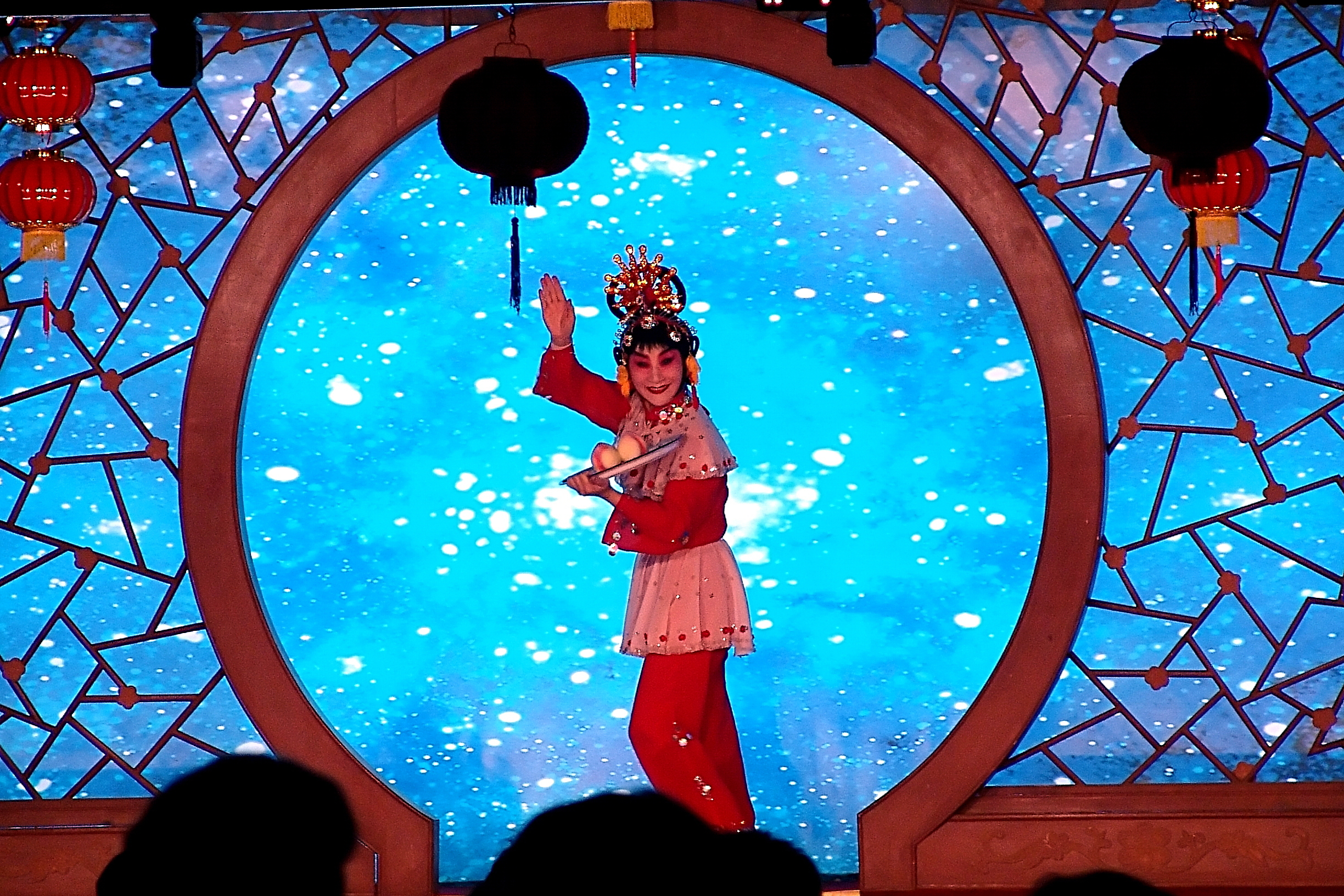
Opéra de Pékin

- Catégorie:Théâtre chinois
- Académie d'étude du théâtre chinois
- Opéra chinois

### Autres: marionnettes, mime, pantomime, prestidigitation
- Marionnettes en Chine, site unima.org : 
  - Pi ying (Yingxi), Théâtre d'ombres chinoises[8]
  - Keileixi, xian’ouxi, tixian mu’ou, Zhangtou mu’ou : à fils
  - Zhangtou mu’ou : à tiges
  - Tiezhi mu’ou : à tiges de fer
  - Budaixi : à gaines
- Théâtre de Marionnettes et d’Ombres de Chengdu (1957), Compagnie nationale de Marionnettes de Chine (1955), Compagnie de Théâtre de Marionnettes de Guangdong (1956), Troupe de Marionnettes de Quanzhou (1952), Troupe de Théâtre d’Ombres de Tangshan (1959),  Troupe des Marionnettes de Shanghai (1960), Troupe des Marionnettes de Yangzhou, Théâtre de Marionnettes de Zhangzhou...
- Musée des Marionnettes et des Ombres Chinoises de Chengdu (2004)[9],[10]
- Festival Mondial des Marionnettes (Chengdu, 2102)

### Cinéma
- Cinéma chinois, Cinéma de Chine continentale, Cinéma taïwanais, Cinéma hongkongais, Cinéma singapourien
- Université de cinéma de Pékin, Studios de cinéma d'art de Shanghai
- Réalisateurs chinois, Scénaristes chinois
- Acteurs chinois, Actrices chinoises
- Films chinois, Films (par décade)
- Hong Kong Film Awards,
- Histoire de l'animation chinoise, De l'animation en Chine

Shanghai est le berceau historique de l'industrie du film chinois, donnant naissance dans les années 1940 et 1950 à des stars du film chinois comme Zhou Xuan, Ruan Lingyu et Hu Die. Après l'arrivée au pouvoir du communisme, la scène cinématographique est transférée de Shanghai vers Hong Kong, qui est resté depuis le cœur de l'industrie du cinéma chinois. À Hong Kong, la majorité des films fabriqués tournent autour des thèmes des arts martiaux (films Wu-xia), le crime organisé (en particulier les Triades chinoises), et d'autres thèmes traditionnels chinois. Tandis que ces films ont toujours été populaires sur le marché hong-kongais, ils le sont tout autant partout dans le monde, et particulièrement aux États-Unis. Cette réputation atteint son zénith dans les années 1970, alors que les arts martiaux sont très populaires aux États-Unis. Désormais, dans les années 2000, les films chinois semblent bénéficier d'un regain de popularité à l'étranger. Dans les vingt dernières années, la Chine est en effet devenu un lieu important de l'industrie du film avec des films comme Adieu ma concubine, 2046, Hero, Suzhou River et Le Secret des poignards volants qui ont été acclamés par la critique autour du monde. Le réalisateur américain Quentin Tarantino envisage de tourner son prochain film, un film wuxia traditionnel, en Chine et d'en écrire les dialogues en Mandarin.
Un autre genre de films reconnu de façon internationale est celui qui se déroule dans le passé exotique de la Chine avec des symboles traditionnels et nostalgiques, notamment grâce aux réalisateurs Wong Kar-wai (Wang Jiawei en Mandarin) et Zhang Yimou.
Le dessin animé le plus célèbre en Chine est Xiyangyang yu Huitailang, présent sur plus de quarante chaînes de télévision et qui a donné lieu à deux longs métrages.

### Autres
- Jeux vidéo développés en Chine
- Jeux vidéo développés à Taïwan

## Tourisme
- Tourisme en Chine, Tourisme à Macao
- Tourisme à Hong Kong, Tourism in Hong Kong
- Tourisme à Taïwan
- Tourisme dans la région autonome du Tibet
- Office national du tourisme de Chine

## Patrimoine
- Sites historiques et culturels majeurs protégés au niveau national

### Musées
Le pays compte actuellement 4 510 musées enregistrés, soit une augmentation annuelle d'environ 300.
- Liste de musées en Chine
- Bibliothèques en Chine

### Liste du Patrimoine mondial
Le programme Patrimoine mondial (UNESCO, 1971) a inscrit dans sa liste du Patrimoine mondial (au 12/01/2016) : Liste du patrimoine mondial en Chine.

### Liste représentative du patrimoine culturel immatériel de l’humanité
Le programme Patrimoine culturel immatériel (UNESCO, 2003) a inscrit dans sa liste représentative du patrimoine culturel immatériel de l’humanité :
- 2008 : Le Guqin et sa musique
- 2008 : Le muqam ouïgour du Xinjiang
- 2008 : L’opéra Kun Qu
- 2009 : La conception et les pratiques traditionnelles de construction des ponts chinois de bois en arc[12] (en danger)
- 2009 : Le festival du Nouvel An des Qiang[13] (en danger)
- 2009 : Les techniques textiles traditionnelles des Li : filage, teinture, tissage et broderie[14] (en danger)
- 2009 : L’art de la gravure de sceaux chinois
- 2009 : L’art mongol du chant Khoomei
- 2009 : L’artisanat du brocart Yunjin de Nanjing
- 2009 : Les arts Regong
- 2009 : La calligraphie chinoise
- 2009 : Le culte et les rituels de Mazu
- 2009 : La danse des fermiers du groupe ethnique coréen en Chine
- 2009 : Le découpage de papier chinois
- 2009 : L’ensemble d’instruments à vent et à percussion de Xi’an
- 2009 : Le festival du Bateau-Dragon
- 2009 : Le grand chant du groupe ethnique Dong
- 2009 : Le Hua’er
- 2009 : Le Manas
- 2009 : Le Nanyin
- 2009 : L’opéra tibétain
- 2009 : L'opéra Yueju[15]
- 2009 : Les savoir-faire liés à l’architecture traditionnelle chinoise pour les structures à ossature en bois
- 2009 : La sériciculture et l’artisanat de la soie en Chine
- 2009 : La technique de cuisson traditionnelle du céladon de Longquan
- 2009 : La technique de la xylogravure chinoise
- 2009 : Les techniques artisanales traditionnelles de fabrication du papier Xuan
- 2009 : La tradition épique du Gesar
- 2010 : L’acupuncture et la moxibustion de la médecine traditionnelle chinoise
- 2010 : L’opéra de Pékin
- 2010 : L’imprimerie chinoise à caractères mobiles en bois[16] (en danger)
- 2010 : La technique des cloisons étanches des jonques chinoises[17] (en danger)
- 2010 : Le Meshrep[18] (en danger)
- 2011 : Le Yimakan, les récits oraux des Hezhen[19] (en danger),
- 2011 : Le théâtre d’ombres chinoises,
- 2012 : La stratégie de formation des futures générations de marionnettistes du Fujian[20],
- 2013 : Le zhusuan chinois, connaissances et pratiques du calcul mathématique au boulier,
- 2016 : Les vingt-quatre périodes solaires, la connaissance en Chine du temps et les pratiques développées à travers l’observation du mouvement annuel du soleil[21],
- 2018 : Les bains médicinaux Lum de la Sowa Rigpa, connaissances et pratiques du peuple tibétain en Chine concernant la vie, la santé et la prévention et le traitement des maladies[22]

### Registre international Mémoire du monde
Le programme Mémoire du monde (UNESCO, 1992) a inscrit dans son registre international Mémoire du monde (au 15/01/2016) :
- 1997 : Archives sonores - Musique chinoise traditionnelle[23],
- 1999 : Archives du haut Secrétariat des Qing - 'Influence de la culture occidentale en Chine'[24],
- 2003 : Manuscrits anciens de la littérature Dongba des Naxi[25],
- 2005 : Listes d'or des examens impériaux sous la dynastie des Qing[26],
- 2007 : Les archives Yangshi Lei de la dynastie des Qing[27],
- 2011 : Huangdi Nei Jing《黄帝内经》(Le canon interne de l'Empereur Jaune)[28],
- 2011 : Ben Cao Gang Mu (《本草纲目》Abrégé de Materia Medica), de Li Shi-zhen (1518~1593) [29],
- 2013 : Documents officiels du Tibet datant de la dynastie Yuan (1304-1367)[30],
- 2013 : Qiaopi et Yinxin : Correspondances et Documents de transferts de fonds des émigrés chinois vivant à l'étranger[31],
- 2015 : Les documents du massacre de Nanjing[32].

### Note
1. ↑  . L'usage du thé en Chine ne doit pas être confondu avec la cérémonie du thé au Japon, chanoyu, qui a des aspects esthétiques (certains étant empruntés à la céramique Song du XIIe siècle : dont les bols jian). En Chine, aujourd'hui, c'est une méthode conviviale permettant d'obtenir et de consommer un bon thé. Sur l'usage du thé en Chine on peut se référer à l'exposition  Le thé. Histoires d'une boisson millénaire Musée Guimet, du 3 octobre 2012 au 2 janvier 2013. Commissaire Jean-Paul Desroches. Il existe aussi un musée national du Thé à Hangzhou. Lire aussi : L'art du thé en Chine, Collection Baur, Musée des arts d'Extrême-Orient. Bulletin 68, juin 2007 : Ce petit cahier ne développe pas le terme « art » qu'il emploie mais précise que pour l'aristocratie des Tang et les élites lettrées « l'art du thé devient un passe-temps élégant », c'est la « voie du thé » (cha dao). Les moines bouddhistes ayant introduit une forme rituelle de consommation du thé, censée favoriser leur méditation. Puis à l'époque des Song cet usage donne naissance, pour les lettrés, à une « culture du thé » (cha wenhua). Sous cette dynastie les lettrés en font une pratique raffinée où des concours de préparation du thé donnent l'occasion non seulement de déguster, mais aussi de chercher à identifier l'origine du thé aussi bien que celle de l'eau ! (page 16 de L'art du thé en Chine). Auparavant le thé semble avoir été consommé uniquement pour ses vertus thérapeutiques. On en a ainsi trouvé des restes dans la tombe du marquis Yi de Zeng, datant de 433 avant notre ère.